# Cruz Nonata da Silva
Cruz Nonata da Silva (Teresina, 18 de agosto de 1974) é uma atleta brasileira.
Integrando a delegação que disputa os Jogos Pan-Americanos de 2011, em Guadalajara, no México, obteve a medalha de prata nos 5000 e 10000 metros.